# II. Vratiszláv cseh király
II. Vratiszláv, más írásmóddal Ratiszláv (csehül: Vratislav II.), (1032/1033 körül – 1092. január 14.) cseh fejedelem 1061-től, király 1085-től haláláig.

## Élete
I. Břetiszláv és Jitka fiaként született. Atyja döntésével és a cseh előkelők eskü alatt tett megerősítésével ő lett a morva Olmütz első hercege. Fivére, II. Spitihnyev 1056-ban uralma alá vonta hercegségét, így Vratiszláv Magyarországra menekült. Első feleségének halála után még itt elvette Adelhaid hercegnőt, Salamon magyar király nővérét. Nem sokkal ezután felajánlották neki Csehország trónját (1061). Új formában ugyan, de visszaállította a cseh állam egységét. Újraosztotta fivérei között a morva hercegségeket (Olmütz: I. Ottó, Brünn: I. Konrád), 1063-ban megalapította a brünni püspökséget, amelynek betöltéséhez mind a fejedelem, mind a prágai püspök jóváhagyása szükségeltetett. Öccse, Jaromir akaratával dacolva, az egyházi és világi előkelők nyomására foglalta el a püspöki széket 1068-ban. II. Vratiszláv harmadízben a lengyel Svatava hercegnőt vette el feleségül. A német fejedelmek, és az ellenkirály, Sváb Rudolf elleni harcában IV. Henrik császár mellé állt. Hűségéért Henrik 1085-ben vagy 1086-ban királyi koronát kapott, amellyel 1086. június 15-én Csehország első királyává koronáztatta magát. (1075–1081-ben birodalmi hűbérként megkapta a szász Ostmarkot [Lausitz] is.)
Hosszú uralkodása alatt megerősödött a országa, ideológiai eszközzé vált Szent Vencel kultusza. Vratiszláv megújította a sázavai kolostort, és a pápa beleegyezését kérte szláv liturgia tartására. Utolsó éveiben leverte néhány főúrnak és Adelhaidtól született fiának, Břetiszlávnak lázadását: a senioratus alapján a legidősebb Přemyslt, Brünni Konrádot jelölte ki örökösének.
Az idős Vratiszláv 59 évesen még bölényvadászaton lovagolt. Hajtás közben leesett a lóról és az akkor szerzett sérüléseitől 1092. január 14-én meghalt. Vysehradon (Prága mellett) az általa épített templomban temették el.

## Családfa

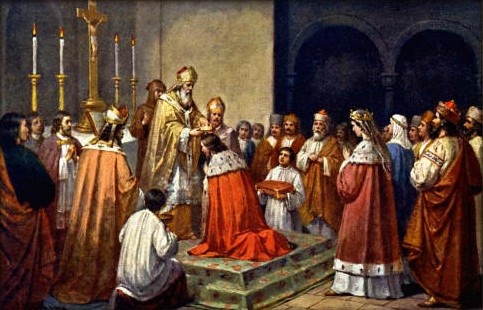
Vratislav megkoronázása (Josef Mathauser (1846–1917) festménye)

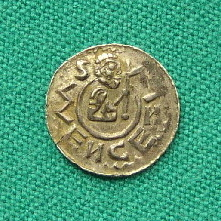
Vratiszláv dénárja (A oldal)

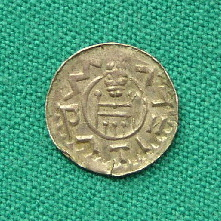
Vratiszláv dénárja (B oldal)

| Ulrik † 1034. XI. 9. | Ulrik † 1034. XI. 9. |                                        |                                        | Božena ? † 1052 után | Božena ? † 1052 után |  |  | Henrik zm. 1017 | Henrik zm. 1017 |                                                 |                                                 | Gerberga † 1036 után | Gerberga † 1036 után |
|                      |                      |                                        |                                        |                      |                      |  |  |                 |                 |                                                 |                                                 |                      |                      |
|                      |                      |                                        |                                        |                      |                      |  |  |                 |                 |                                                 |                                                 |                      |                      |
|                      |                      | I. Břetiszláv * 1002 k. † 1055. I. 10. | I. Břetiszláv * 1002 k. † 1055. I. 10. |                      |                      |  |  |                 |                 | Schweinfurti Judit * 1010/1015 † 1058. VIII. 2. | Schweinfurti Judit * 1010/1015 † 1058. VIII. 2. |                      |                      |
|                      |                      |                                        |                                        |                      |                      |  |  |                 |                 |                                                 |                                                 |                      |                      |
|                      |                      |                                        |                                        |                      |                      |  |  |                 |                 |                                                 |                                                 |                      |                      |
|                      |                      |                                        |                                        |                      |                      |  |  |                 |                 |                                                 |                                                 |                      |                      |

| 1 ismeretlen                            | 1 ismeretlen                            | 2 Adelhaid * 1040 † 1062. I. 27. OO 1057 k. | 2 Adelhaid * 1040 † 1062. I. 27. OO 1057 k. | II. Vratiszláv * 1032 † 1092. I. 14. | II. Vratiszláv * 1032 † 1092. I. 14. | 3 Svatava * 1046-1048 † 1126. IX. 1. OO 1062 | 3 Svatava * 1046-1048 † 1126. IX. 1. OO 1062 |                                        |                                        |  |  |  |  |
|                                         |                                         |                                             |                                             |                                      |                                      |                                              |                                              |                                        |                                        |  |  |  |  |
|                                         | 2                                       |                                             | 2                                           |                                      | 2                                    |                                              | 2                                            |                                        |                                        |  |  |  |  |
| II. Břetiszláv † 1100. XII. 22.         | II. Břetiszláv † 1100. XII. 22.         | Vratiszláv * 1061                           | Vratiszláv * 1061                           | Judit * 1056/1058 † 1086. XII. 25.   | Judit * 1056/1058 † 1086. XII. 25.   | Ludmilla † 1100 után                         | Ludmilla † 1100 után                         |                                        |                                        |  |  |  |  |
|                                         | 3                                       |                                             | 3                                           |                                      | 3                                    |                                              | 3                                            |                                        | 3                                      |  |  |  |  |
| Boleszláv * 1062 után † 1091. VIII. 11. | Boleszláv * 1062 után † 1091. VIII. 11. | II. Borivoj * 1064? † 1124. II. 2.          | II. Borivoj * 1064? † 1124. II. 2.          | I. Ulászló * 1065 k. † 1125. IV. 12. | I. Ulászló * 1065 k. † 1125. IV. 12. | Judit Grojčská * 1066? † 1108. XII. 17.      | Judit Grojčská * 1066? † 1108. XII. 17.      | I. Szobeszláv * 1087 ? † 1140. II. 14. | I. Szobeszláv * 1087 ? † 1140. II. 14. |  |  |  |  |

## Külső hivatkozások
- Bohemia. VRATISLAV II 1061-1093, BRĔTISLAV II 1092-1100, BOŘIWOJ II 1101-1107, 1117-1120, VLADISLAV I 1109-1125, SOBĚSLAV I UDALRICH 1125-1140, ULRICH 1165-1177, SOBĚSLAV II 1173-1178, WENZEL II 1191-1192, HEINRICH BRĔTISLAV 1193-1197 (angol nyelven). Foundation for Medieval Genealogy. (Hozzáférés: 2010. december 15.)